# Zarah Leander
Zarah Leander, född Sara Stina Hedberg den 15 mars 1907 i Karlstads stadsförsamling, Värmlands län, död Zarah Stina Hülphers den 23 juni 1981 i Oscars församling, Stockholm, var en svensk schlagersångerska och skådespelare. Zarah Leander vann sitt anseende som svensk revyartist, ofta i rollen som primadonna. 
Hon blev före och under andra världskriget Tysklands största filmstjärna och senare en stor internationell sångerska, känd för sin mörka röst i kontraalt och sina yviga gester. Zarah Leander kallades den sista divan, berömd, beryktad och dyrkad som få.

## Biografi

### 1907–1931: debut
Zarah Leander föddes i en borgerlig familj som Sara Stina Hedberg i Karlstad och bodde under sin uppväxt först på Kungsgatan, snett emot dåvarande saluhallen, och senare på Järnvägsgatan, där dagens Åhlénsvaruhus står. Hon hade två äldre bröder, Jonas och Ante, samt tre yngre bröder: Sigvard, Gustaf och Bror. Sigvard dog kort efter sin födelse. 
Zarah Leander gick ofta förbi Karlstads teater efter skolan och där fick hon ibland stå i kulisserna och se på Gösta Ekman och hans teatersällskap. Hon ska ha yttrat att det var som att ”vara i himmelen”. År 1925 studerade hon sång i Riga i Lettland. Enligt henne själv var det första gången hon fick reda på sin röstbegåvning och att hon var kontraalt, det vill säga hade en mörkare röst än vanligt. Hon sökte året därpå till Dramatens elevskola men kom inte in. Efter att ha arbetat som kontorist i Stockholm under en tid hamnade hon som tvåbarnsmor på sin svärfar Pontus Leanders prästgård i Risinge vid Finspång i Östergötland. Zarah Leanders första make, Nils Leander, hjälpte henne därefter till små teater- och revyroller.
År 1929 hörde Zarah Leander att Ernst Rolf var på väg till Norrköping och att revyturnéns primadonna Margit Rosengren insjuknat. Detta fick Leander att be om att få provsjunga, varvid Rolf genast tog med henne i sin revyturné och lät henne debutera i Borås. Hon övertog Rosengrens revynummer och spelade bland annat rollen som Greta Garbo i sången ”Vill ni se en stjärna?”. Först på 1950-talet tog hon upp sången på nytt och gjorde den till sin signaturmelodi. År 1929 kom hon också i kontakt med Karl Gerhard när hon medverkade i hans revy Karl Gerhards Ny-Bygge.
Den 1 januari 1930 fick Leander sitt stora genombrott på Folkan i Stockholm i en Kar de Mumma-revy 
och säsongen 1930–1931 arbetade hon på Vasateatern med Gösta Ekman den äldre.

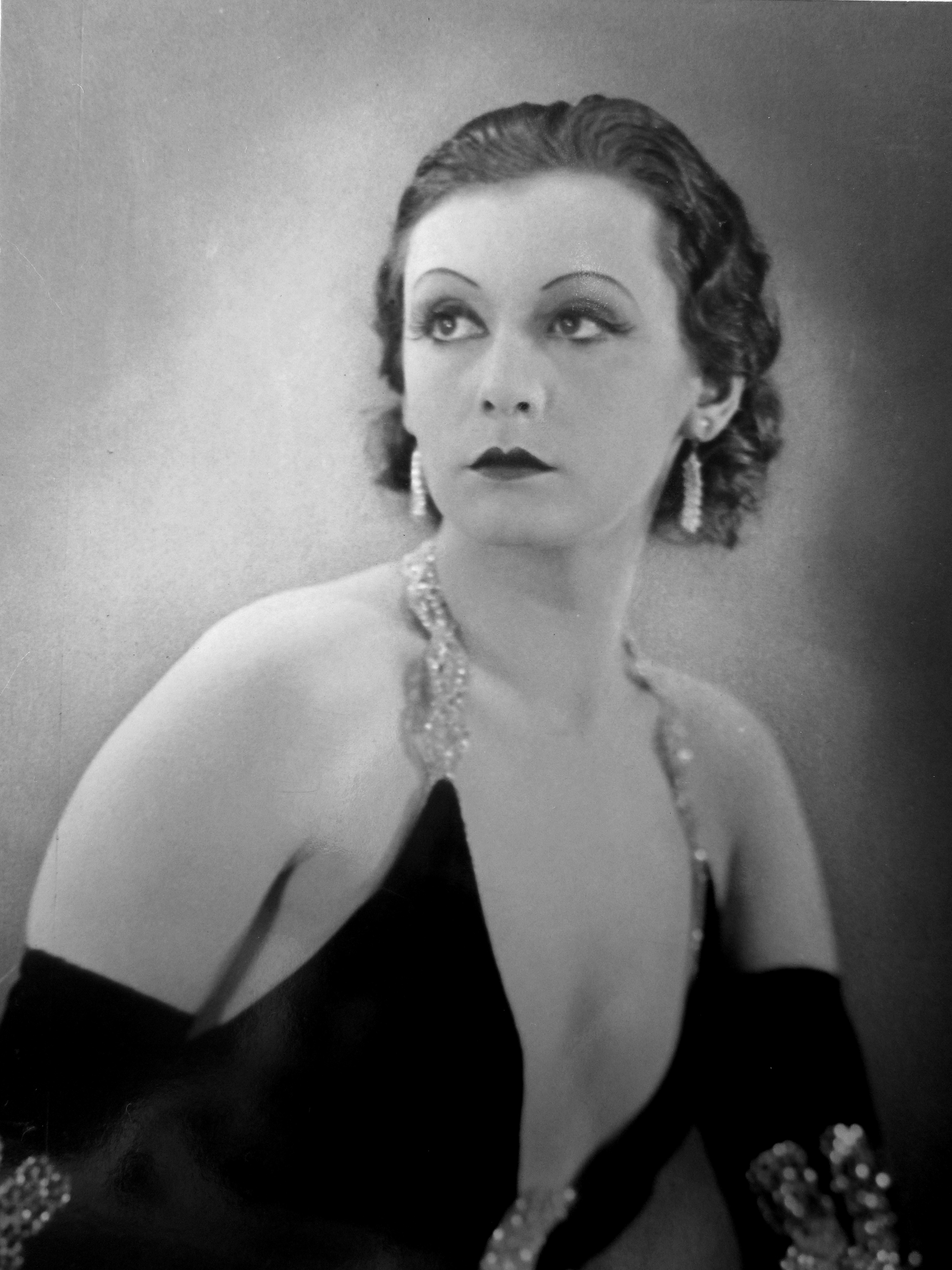
Zarah Leander i filmen Falska miljonären med premiär den 26 oktober 1931.

### 1931–1936: svenska glansdagar
År 1931 spelade hon Glada änkan mot Gösta Ekman i Per Lindbergs kontroversiella och omtalade uppsättning på Stockholms konserthus. Musiken hade arrangerats om av Jules Sylvain, vilket bland annat innebar att Hanna Glawaris sångpartier transponerats ned för att passa Leanders kontraalt.
Under denna tidsperiod var Zarah Leander med i tre svenskproducerade filmer: Dantes mysterier (1931), Falska miljonären (1931), Äktenskapsleken (1935).
Hon blev Karl Gerhards favoritprimadonna och medverkade i hans revyer fram till 1936. För henne skrev han sånger som Lysistrate, Jag vill ha en gondol och I skuggan av en stövel, den sista en skarp protest mot judeförföljelsen i Europa. Hon medverkade i tre svenska filmer och sjöng in många skivor som sålde mycket bra. Hennes mörka röst och tydliga textning passade tidens grammofonteknik.

### 1936–1943: åren i Tyskland
År 1936 spelade hon på Theater an der Wien i operetten Axel an der Himmelstür av Ralph Benatzky tillsammans med Max Hansen och spelade in filmen Premiere i regi av Geza von Bolvary. Detta ledde till att hon fick erbjudande att filma i Tyskland, där hon året därpå gjorde sin första film. Där stannade hon för att bli en av Tysklands populäraste artister. Under sin tid i Tyskland spelade hon in tio filmer för UFA och många grammofonskivor, till exempel av Ich steh' im Regen, Ich weiss es wird einmal ein Wunder gescheh'n, Nur nicht aus Liebe weinen och Der Wind hat mir ein Lied erzählt. I sina mycket melodramatiska filmer blev hon något av en kitschdiva, en framtoning som hängde fast vid hennes artistperson också efter kriget. Men folket strömmade till biograferna och hon blev en av tredje rikets mest uppskattade film- och sångstjärnor. År 1940 tecknade hon ett nytt tvåårskontrakt med UFA och åtnjöt därigenom det högsta filmgaget någonsin i Europa. Hon blev även utnämnd till hedersöverste vid ett regemente i Tyskland.
Leanders vistelse i Tyskland under brinnande världskrig var och är kontroversiell. Hon har förklarat sitt val med att hon talade tyska bättre än engelska och vid direkta frågor har hon sagt att hon var naiv politiskt. Hon har också sagt att hon flyttade till Tyskland för att hon var trött på de stereotypa roller och banala texter man erbjöd henne i Sverige. I Tyskland fick hon musik av rikets främsta populärkompositörer. Att pengar hade mycket med karriärvalet att göra framgår av de hårda förhandlingar om gager och arbetsvillkor hon höll med Joseph Goebbels. Hon vägrade att bli såväl tysk medborgare som medlem i nazistpartiet och begärde att drygt halva hennes lön (53 %) skulle betalas i svensk valuta till en bank i Stockholm.
I juli 2003 rapporterade den ryske författaren och historikern Arkadij Waxberg om vissa arkivfynd som indikerade att Zarah Leander gjorde det sovjetiska spionaget i Tyskland vissa tjänster. Hon skulle ha haft täcknamnet ”Roz Marie” eller ”Rose-Marie” enligt en bandinspelning som en av cheferna inom den sovjetiska underrättelsetjänsten KGB, Pavel Sudoplatov, talade in strax före sin död. De kontroller som går att göra bekräftar enligt den säkerhetspolitiska experten Wilhelm Agrell Waxbergs uppgifter, som dock framhåller den stora vagheten i materialet.

### 1943–1981: comeback

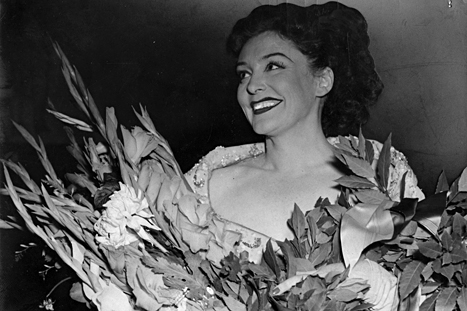
Zarah Leander 1949.

År 1943 återvände Leander till Sverige och till herrgården Lönö i Häradshammars socken på Vikbolandet, i Östergötland, som hon köpt 1939. På grund av sin tidigare verksamhet i Tyskland var hon utfrusen ur svenskt nöjesliv i flera år. Karl Gerhard, som varit aktiv antinazist under kriget, ville redan 1944 engagera henne men protesterna blev för starka, bland annat av Torgny Segerstedt och Carl-Adam Nycop, varför det ställdes in.
År 1949 gjorde hon trots allt comeback i Malmö på Malmö Stadsteater (den 5 aug) under Pressens rundtur. När hon senare uppträdde i Stockholm skrev Aftonbladet: "Urringningarna i hennes klänningar var liksom tidigare djupa och hennes hår lika kopparrött som anno nazimal".  Efter detta spelade hon teater och gav konserter i både Sverige, Tyskland och Österrike med stor framgång. Ett av hennes nya slagnummer var ”Wunderbar” från Cole Porters musikal Kiss Me, Kate 1948 (inspelat på skiva 1952).
Karl Gerhard började samarbeta med henne igen först 1952, då de i en revy på Cirkus i Stockholm framträdde som Det rara gamla paret från anno dazumal. År 1957, till hennes 50-årsdag på Berns, skrev Gösta Stevens en ”memoarsång” för henne, som inte i en enda versrad nämnde hennes tyska karriär. Men i refrängen fick hon gång på gång intyga att ”jag har blivit mycket, mycket bättre nu på gamla dar”.
Den som skrev flest texter för henne vid denna tid var Gösta Rybrant. Han gav henne de litterärt betonade visorna ”Abel”, ”Det skönaste som livet gav”, ”Sång om syrsor” och ”Gåtor”. I samarbete med pianisten Arne Hülphers, hennes tredje man (från 1956), utvecklade hon ett sceniskt utspel som var inlevelsefullt på gränsen till karikatyr men med temperament och texttrogenhet. Den tyske kompositören Peter Kreuder skrev två musikaler för henne, Madame Scandaleuse 1958 och Lady aus Paris 1964.
År 1963 deltog hon i ett filmat inslag i Hans Alfredsons och Tage Danielssons revy Konstgjorda Pompe, där hon till melodin ”Old Time Religion” självironiskt sjunger om vad som krävs för att bli popartist: ”Man ska ha bra mikrofoner”, ”Man ska ha filmat i Tyskland” och så vidare.
År 1972 gav hon ut sina memoarer Zarah tillsammans med medskribenten Jan Gabrielsson. År 1973 gjorde hon en avskedsföreställning i Stockholms konserthus, en konsert som finns inspelad på skiva. I Wien spelade hon 1975 rollen som Madame Armfeldt i Stephen Sondheims musikal A Little Night Music. Samma roll gjorde hon också i den svenska uppsättningen på Folkan 1978 innan hon blev sjuk och måste lämna ensemblen. Hon vårdades några år på Sandbyhovs sjukhus i Norrköping efter att ha blivit rullstolsburen. Hon dog 1981 på Danderyds sjukhus utanför Stockholm efter att ha behandlats för en hjärnblödning. På begravningen i Oscars kyrka i Stockholm sjöng hovsångerskan Birgit Nilsson. Leander ligger begravd på Häradshammars kyrkogård på Vikbolandet i Norrköpings kommun.

## Stil
Zarah Leander hade en stark utstrålning och en mörk fyllig sångröst, kallad kontraalt, vilket innebar att hon föddes med ovanligt långa stämband. Karl Gerhard menade att den unga Leanders skådespelarstil var ett försök att efterhärma Marlene Dietrich. I de tidiga svenska filmerna kom hon att få rollen av femme fatale som i Falska miljonären (1931). I Tyskland tilldelades hon mer dramatiska roller som i La Habanera (1937) och Till främmande strand (1937), båda i regi av Douglas Sirk. En annan typ av roll som återkom var "The Good-Bad Girl". Med sin karisma, stil och ikoniska status blev hon en symbol för 1930-talets modernitet. Detta tillsammans med hennes renommé som diva har gjort henne uppskattad inom delar av gaykulturen.

## Privatliv
Zarah Leander var dotter till köpmannen Anders Lorentz Sebastian Hedberg och Mathilda Ulrika Wikström. Hon var gift tre gånger: med skådespelaren Nils Leander, journalisten Vidar Forsell och pianisten Arne Hülphers. I första äktenskapet fick hon två barn, Boel (1927–2022) och Göran (1929-2010).
Dottern Boel Forsell gifte sig med ingenjören Sven-Gunnar Jacobson och sonen Göran Forsell gifte sig med Charlotte Bonnier.

## Eftermäle

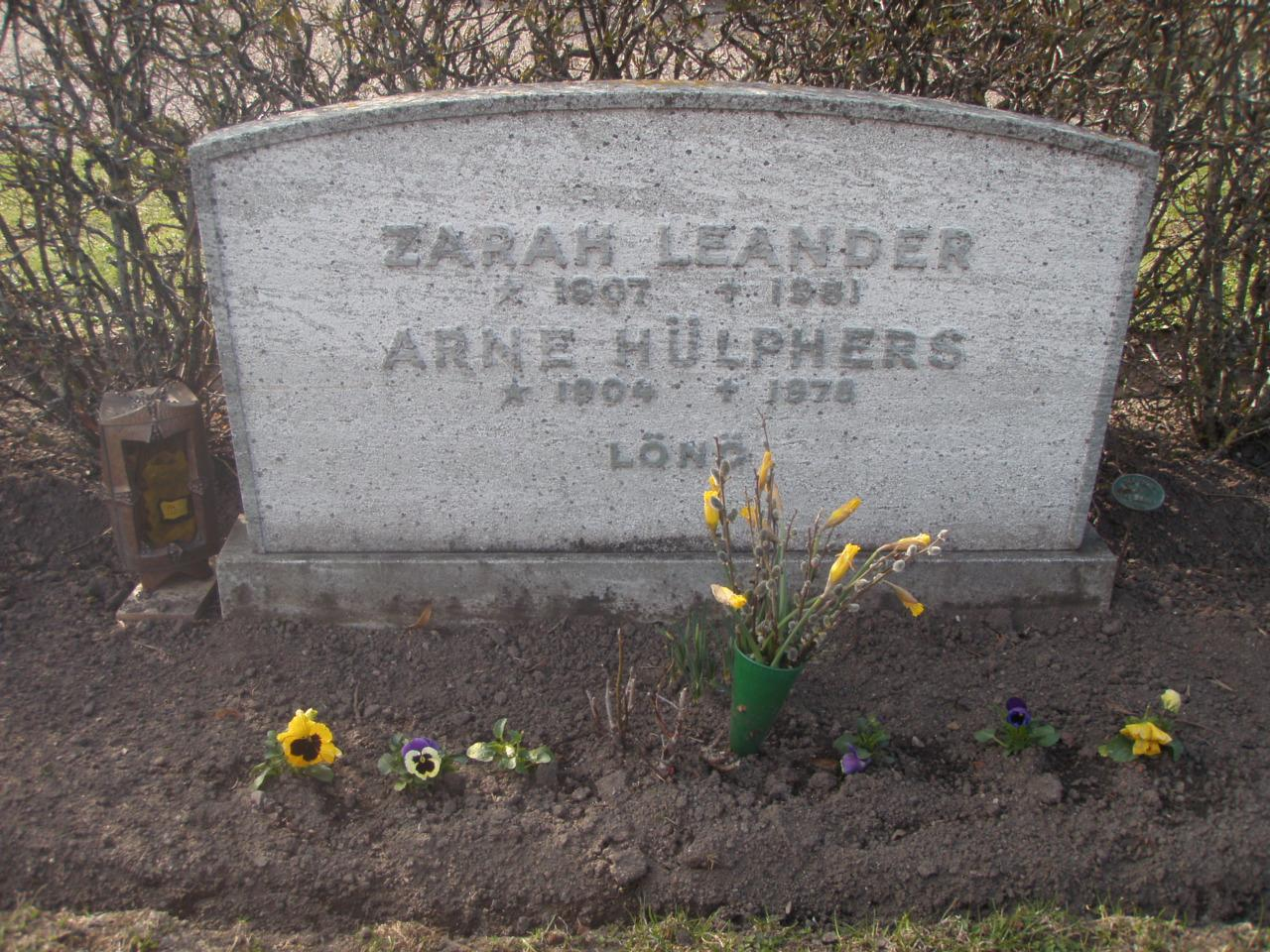
Zarah Leanders grav vid Häradshammars kyrka.

År 1987 porträtterades hon samtidigt i två musikpjäser. Pjäsen Stjärnfall, som Gottfried Grafström skrev för Arja Saijonmaa och Musikteatern i Värmland, diskuterade den tyska vistelsen som ett moraliskt problem, medan Zarah på Intiman i Stockholm med Evabritt Strandberg i titelrollen mer var en showmusikal och en dramatisering av hennes memoarbok Zarah (1972).
Utöver hennes egna memoarer finns flera böcker om henne. Paul Seiler i Tyskland har skrivit fem böcker för att förklara hennes fascinerande stil och utspel. Den senaste biografin, av Jutta Jacobi, diskuterar den funktion av syndabock hon fyllde i Sverige efter kriget.
År 1993 skrev och spelade Mattias Nilsson (senare Mattias Enn) en musikal om Zarah Leander som hade premiär på Mosebacke Etablissement i Stockholm med namnet I skuggan av en stövel. Den handlade om Zarah, Sverige och nazismen. Zarah sitter i sin loge på Folkan 1978 och skriver ett brev till sin vän Karl Gerhard och minns gamla tider. På så sätt återges stjärnans liv. Föreställningen gick på turné genom Sverige och Finland. 1998 spelade Enn in ett album med sånger från musikalen.
Skådespelaren Jörgen Mulligan började imitera Zarah Leander i unga år och blev god vän med henne. När Zarah såg Jörgen imitera henne första gången konstaterade hon att ”han är mycket bättre än jag!” Sedan 2002 har Mulligan framträtt med en uppskattad enmansshow, I Zarahs tonart. I dokumentärfilmen Jörgen med Z berättar han om sin vänskap med Zarah.
År 2003 avtäcktes på Värmlands-Operan, tidigare Karlstads Teater, en bronsstaty föreställande Zarah Leander gjord av konstnären Karel Becvar från Tjeckien, numera Malmö. Initiativet till statyn togs av Zarah Leander-Sällskapet, bildat 1999 av journalisten Jan Grönkvist och företagaren Idris Korjenic. Zarahs äldsta bror Jonas Hedberg, radiomannen Kent Finell, hovsångerskan Siv Wennberg, tusenkonstnären Thore Skogman och många andra kända personer medverkade tillsammans med en stor publik. På Kungsgatan i Karlstad, där Zarah bodde de första åren, finns en minnesplakett uppsatt. Samma år förärades Leander en hedersstol vid Teatermuseet i Los Angeles, USA.
År 2007, på Zarahs 100-årsdag den 15 mars, invigdes Zarah Leander-museet i Häradshammars bygdegård, mittemot hennes gravplats på Häradshammars kyrkogård på Vikbolandet utanför Norrköping, inte långt från Lönö där hon bodde sedan början av 1940-talet. Bland gästerna fanns släktingar till Zarah Leander, skådespelerskan Annalisa Ericson, landshövding Björn Eriksson och hundratals intresserade från Norden och Tyskland. Bland museets föremål ingår mängder av pressklipp, skivor, foton, böcker, brev, filmer och kläder. Där finns också möbler från Lönö gods, vars ägare numera är riksdagens tidigare talman Per Westerberg. Det nya museet tillkom på initiativ av Zarah Leander-Sällskapet. Zarahs personliga sekreterare Brigitte Pettersson har skänkt många unika föremål.
Jubileumskonsert hölls i Stockholms konserthus den 17 mars 2007. Grünewaldsalen var fullsatt när Mattias Enn sjöng inför bland andra prinsessan Lilian, och föreställningen möttes av stående ovationer efter två och en halv timmes musik och minnen. I Tyskland firades sångerskan hela jubileumsåret med en rad utställningar, filmvisningar samt en dokumentärserie på radio. I Bonn finns sedan närmare 20 år en permanent Zarah-utställning på stadsmuseet.
I Karlstad, Zarahs hemstad hölls en föreläsning av Gottfried Grafström på temat ”Zarah Leander och idolskapets moment 22”. En tävling utlystes om en Zarah Leander-bakelse där Damms konditori i Karlstad vann genom att komponera en bakelse till Zarahs ära där huvudingredienserna bestod av primadonnans favoritingredienser grädde, nougatkräm, sockerkaka, marängbotten samt en röd marsipanplatta med namnet Zarah på.
I september 2007 var det premiär på Folkoperan i Stockholm för operan Zarah med musik av Anders Nilsson och libretto av Claes Fellbom. Mezzosopranen Ulrika Tenstam tolkade Zarah vilket gav henne lysande recensioner i pressen. Den 15–24 oktober hyllade Karl Gerhard-Sällskapet Zarah Leander med en kabaré på Lorensbergsteatern i Göteborg, med svenskfödda Karin Pagmar från Tyskland i huvudrollen.
Under jubileumsåret gav även artisten Lars-Åke Wilhelmsson, känd som ”Babsan”, ut ett CD-album tillsammans med pianisten Lars Roos. Skådespelaren Jörgen Mulligan producerade dessutom ett nytt DVD-album med sina bästa Zarahimitationer. Den första Zarah-festivalen gick av stapeln i augusti 2008 på Risinge prästgård, där Zarah en gång i tiden bodde med sin make och småbarn. Dessutom delades det första Zarah-priset ut samma år till Brigitte Pettersson, tidigare Zarah Leanders sekreterare, för hennes arbete med personmuseet i Häradshammar.
Den svenska forskaren Tiina Rosenberg gav 2009 ut boken Bögarnas Zarah: diva, ikon, kult, där hon analyserar Zarah Leander som gayikon, alltså användandet av hennes person och apparition i homosexuella sammanhang.
Författaren Bosse Schön gav 2008 ut boken Sanningen om Zarah Leander där det svenska spionaget mot Leander synas i sömmarna. Enligt Schön behandlades hon hänsynslöst efter kriget, däribland ett sex år långt scenförbud: ”I Sverige blev hon utfryst och dåvarande Radiotjänst vägrade att spela hennes musik. Men av dokumenten i säpoakten framgår att anklagelserna mot Zarah Leander var lögn och att hon utsattes för en hänsynslös historieförfalskning. Två polisutredningar, som förblivit hemliga fram tills nu, friar henne från alla misstankar. Hon var vare sig nazist eller spion.”
Den 30 augusti 2011 beslutade stadsbyggnadsnämnden i Karlstad att uppkalla en gata eller plats efter Zarah Leander, drygt 30 år efter primadonnans död, med röstsiffrorna 6–5. Under 2014 namngavs en turistbåt i Karlstad Zarah Leander. Invigningen av Zarah Leanders plats dröjde 10 år till och blev till slut av den 30 oktober 2021 utanför Wermland Opera, tidigare Karlstad Teater, av kommunalrådet Erik Nilsson och estradören Mattias Enn.

## Stipendier till Zarah Leanders ära
Stipendier till Zarah Leanders ära har bland annat utdelats till Brigitte Pettersson, Jörgen Mulligan, Mattias Enn, Anders Eldeman, Evabritt Strandberg, Nisse Bertilsson och på Zarah-dagen den 19 juli 2012 till Arja Saijonmaa.

## Filmografi
- 1931 – Dantes mysterier
- 1931 – Falska miljonären
- 1935 – Äktenskapsleken
- 1936 – Testfilm Zarah Leander
- 1936 – Premiär
- 1937 – Till främmande strand  (Zu neuen Ufern)
- 1937 – Habanera (La Habanera)
- 1938 – Tillbaka till hemmet (Heimat)
- 1938 – Blåräven (Der Blaufuchs)
- 1939 – Es war eine rauschende Ballnacht (eng. It was a gay ballnight)
- 1939 – Das Lied der Wüste (eng. The desert song)
- 1940 – En drottnings hjärta (Das Herz der Königin)
- 1941 – Två världar (Der Weg ins Freie))
- 1941 – Ett möte i natten (Die große Liebe)
- 1942 – En kvinna lever farligt (Damals)
- 1949 – Terras fönster nr 2
- 1950 – Gabriela
- 1952 – Cuba Cabana
- 1953 – Ave Maria
- 1954 – Bei Dir war es immer so schön
- 1958 – Jazzgossen
- 1959 – Der blaue Nachtfalter
- 1966 – Hur kvinnorna lärde mig älska (Das gewisse Etwas der Frauen)
- 1968 – Anna-Stina Stenboms samling film nr 18
- 1976 – Oscarsteatern 70 år

## Teaterroller
| År   | Roll              | Produktion                                                                      | Regi                      | Teater            |
| ---- | ----------------- | ------------------------------------------------------------------------------- | ------------------------- | ----------------- |
| 1929 |                   | Ernst Rolfs revy                                                                |                           |                   |
| 1930 |                   | Det glada Stockholm                                                             |                           | Folkteatern       |
| 1930 |                   | Karl Gerhards nybygge                                                           |                           | Folkteatern       |
| 1930 | Utställningsrevyn |                                                                                 |                           |                   |
| 1930 | Medverkande       | Stockholm blir Stockholm, revy Svasse Bergqvist                                 | Franz Engelke Adolf Niska | Vasateatern       |
| 1931 |                   | Vasans nyårsrevy                                                                |                           | Vasateatern       |
| 1931 | Hanna Glavari     | Glada änkan Franz Lehár, Victor Léon och Leo Stein                              | Gösta Ekman Per Lindberg  | Konserthusteatern |
| 1931 |                   | En japansk tragedi John Masefield                                               | Per Lindberg              | Konserthusteatern |
| 1932 | Medverkande       | Tidens ansikten, en femtonöresopera, revy Karl Gerhard                          | Karl Gerhard              | Vasateatern       |
| 1933 |                   | Folkköket                                                                       |                           |                   |
| 1933 | Medverkande       | Oss greker emellan Karl Gerhard                                                 |                           | Folkteatern       |
| 1934 | Ginette           | Kokottskolan Paul Armont och Marcel Gerbidon                                    | Karl Gerhard              | Folkteatern       |
| 1934 | Medverkande       | Mitt vänliga fönster, revy Karl Gerhard                                         | Karl Gerhard              | Folkteatern       |
| 1934 | Madame Cavallini  | En kvinna som vet vad hon vill Louis Verneuil, Alfred Grünwald och Oscar Straus | Nils Johannisson          | Oscarsteatern     |
| 1935 |                   | Axel an der Himmelstür                                                          |                           |                   |
| 1936 | Medverkande       | Köpmännen i Nordens Venedig, revy Karl Gerhard                                  | Gösta Stevens             | Folkteatern       |
| 1978 | Madame Armfeldt   | Sommarnattens leende Stephen Sondheim och Hugh Wheeler                          | Stig Olin                 | Folkan            |